# Fabrizio Meoni
Fabrizio Meoni (Castiglion Fiorentino, 31 de Dezembro de 1957 — Kiffa, 11 de Janeiro de 2005) era um motociclista de enduro italiano.
Ele venceu o Rali Dakar em 2001 e 2002.
Meoni morreu em 11 de Janeiro de 2005 durante 11º etapa no Rali Dakar de 2005.